# Hombre de Minatogawa

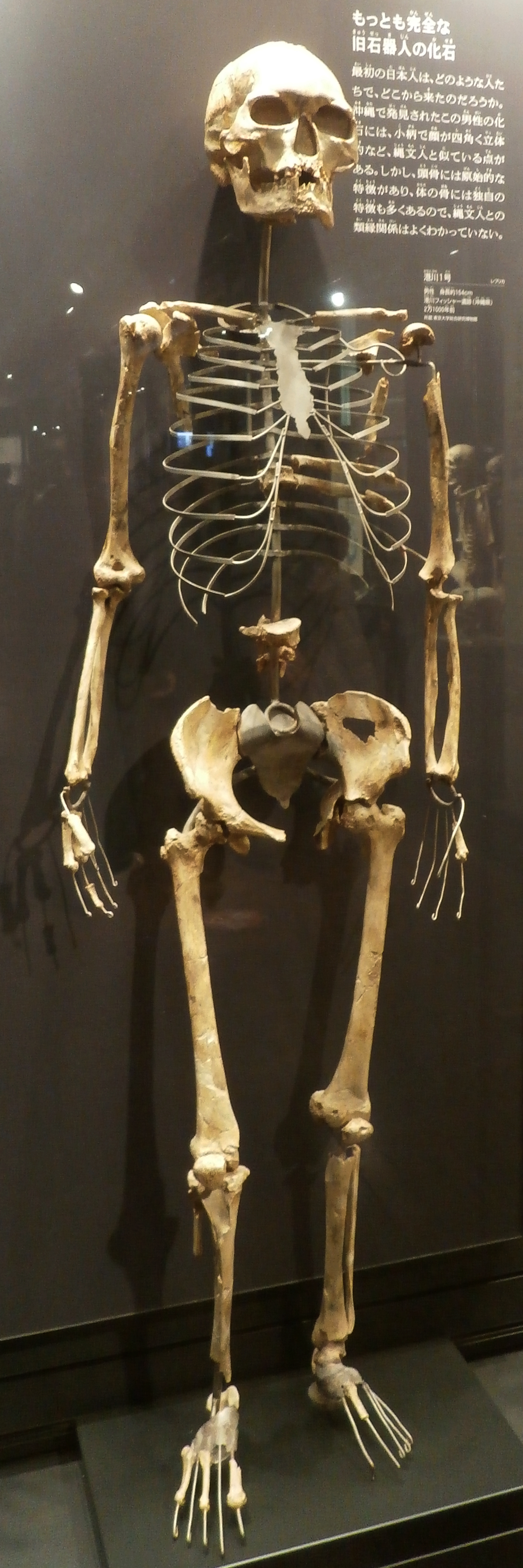
Réplica del esqueleto del hombre de Minatogawa 1, exhibido en Tokio.

El hombre de Minatogawa es el nombre que recibe un grupo de Homo sapiens prehistóricos habitantes de Okinawa, Japón, representado por cuatro esqueletos, dos hombres y dos mujeres, y algunos huesos aislados fechados entre 16 000 y 14 000 años antes de Cristo. Se encuentran entre los esqueletos más antiguos de homínidos descubiertos hasta ahora en Japón.

## Descubrimiento y conservación
Los esqueletos fueron encontrados en la cantera Minatogawa, de roca caliza, situada a 10 km al sur de Naha, cerca del extremo sur de la isla Okinawa, por el empresario y arqueólogo aficionado Seiho Oyama, que se percató de la presencia de fragmentos de huesos fósiles en algunos bloques de piedra de construcción que había comprado a la cantera, y durante dos años vigiló cómo la cantera era explotada. En 1968 Oyama reportó el hallazgo de un hueso humano en la cantera a Hisashi Suzuki, profesor de la Universidad de Tokio.
Un equipo dirigido por Suzuki excavó el sitio durante tres temporadas (1968, 1970 y 1974). Sus hallazgos fueron descritos en 1982 por H. Suzuki y K. Hanthara.
Los esqueletos de Minatogawa, que componen el descubrimiento de 1970, se conservan en el Museo de Antropología de la Universidad de Tokio, Tokio (Japón).

## Descripción
Se encontró que todos los esqueletos habían quedado enterrados dentro de una fisura vertical en la roca de piedra caliza, de aproximadamente 1 metro de ancho, que se había llenado durante milenios por residuos de arcilla roja mezclada con travertino, fragmentos de piedra caliza y huesos. La excavación de Suzuki se limitó a la parte de la fisura que fue expuesta en la cara de la cantera, a 5 m de altura y 20 m por encima del nivel del mar actual, y se extendió aproximadamente 6 m desde el borde del cortado.
Los huesos recuperados de esa fisura pertenecían a entre 5 y 9 individuos distintos (dos varones y el resto mujeres), mezclados con más de doscientos fragmentos de ciervos y huesos de jabalí. Los hallazgos se encontraban en una banda diagonal que se extendía hacia abajo y hacia delante en unos 6 metros dentro de la fisura. El esqueleto más al fondo, Minatogawa I (un varón de unos 25 años), estaba de pie, pero sus huesos estaban en su mayoría en sus posiciones anatómicas. Los otros esqueletos fueron encontrados con sus huesos mezclados y esparcidos varios metros. El esqueleto IV, en particular, se encontró como dos conjuntos de huesos separados un par de metros. Su cráneo tenía una perforación que parecía haber sido causada por una punta dura aguda, y sus brazos parecían haberse fracturado, ambos, de la misma manera. Suzuki conjeturaba que los individuos fueron asesinados con lanzas o flechas de enemigos que luego canibalizaron a sus víctimas (fracturando huesos en el proceso) y luego arrojaron los restos en la fisura, que fue utilizada como vertedero de basura (lo que explica los huesos de otros animales, también cazados y consumidos).
Los individuos eran más bien bajos (alrededor de 1,55 m para los varones y 1,40 m para las mujeres) y su capacidad craneal estaba cerca del extremo inferior de la gama de los grupos prehistóricos Jōmon (que ocuparon la isla hace entre 10 000 y 2 000 años) y los japoneses modernos. Los dientes estaban muy desgastados, lo que sugiere una dieta abrasiva. En una de las mandíbulas, los dos incisivos medios habían sido extraídos al mismo tiempo, mucho antes de la muerte, una costumbre que se sabe que también fue practicada por el pueblo Jōmon.
Los geólogos han estimado que la fisura fue creada por un estimulante que se inclinó y se fracturó en las capas de roca caliza, hace más de 100 000 años. Fragmentos de carbón en la fisura han sido datados por radiocarbonoo en alrededor de 16 000 y 18 000 años atrás.